# Sylvia Schwartz
Sylvia Schwartz (Londres, 1983) es una soprano española. Es hija del economista español Pedro Schwartz.
Se graduó en la Escuela Superior de Canto de Madrid y después siguió cursos de perfeccionamiento en la Hochschule für Musik "Hanns Eisler" de Berlín, donde se preparó con Thomas Quasthoff, Wolfram Rieger y Julia Varady. Daniel Barenboim la llevó a la Staatsoper Unter den Linden, donde trabajó durante cuatro años. 
Además de en la Staatsoper de Berlín, Schwartz ha debutado en la Scala de Milán (Zerlina, 2006), en la Wiener Staatsoper (Adina, en 2010) y en el Festival de Salzburgo (Missa longa de Mozart, con Nikolaus Harnoncourt, 2012). En 2007 y 2008 participó en el estreno y primera grabación de la ópera Welcome to the Voice, de Steve Nieve, junto a Elvis Costello y Sting.
En el Teatro Real de Madrid ha cantando en Il Postino, Le nozze di Figaro, Hänsel und Gretel y Die Zauberflöte.
Está casada con el barón alemán Paul von Kittlitz. 